# Orliwka (hromada Oczeretyne)
Orliwka (ukr. Орлівка) – wieś na Ukrainie, w obwodzie donieckim, w rejonie pokrowskim, w hromadzie Oczeretyne. W 2001 liczyła 874 mieszkańców.